# Amphicoma bezdekorum
Amphicoma bezdekorum là một loài bọ cánh cứng trong họ Glaphyridae. Loài này được Nikodym miêu tả khoa học năm 2005.